# 양산 황산잔로비
양산 황산잔로비(梁山 黃山棧路碑)는 대한민국 경상남도 양산시 물금읍 물금리에 있는 비석이다. 2015년 7월 30일 경상남도의 문화재자료 제593호로 지정되었다.

## 지정 사유
잔로(棧路)는 잔도(棧道)라고도 하는데 가파른 벼랑길에 나무를 걸쳐 낸 길을 말한다. 이 비석은 강희 34년 갑술년(서기 1694년)에 세워진 뒤 홍수 등으로 인해 무너진 것을 도광 23년(서기 1843년)에 다시 세워진 것이다.
황산천(黃山遷: 황산 벼리)을 따라 건설된 영남대로의 3대잔도 중의 하나에 대한 중요한 역사적 증거가 되는 중요한 자료이다.

## 참고 자료
- 양산 황산잔로비 - 국가유산청 국가유산포털